# イオンタウンアヤハプラザ
イオンタウンアヤハプラザは、滋賀県大津市にあるショッピングセンター。

## 概要
琵琶湖に程近いにおの浜にある小規模なショッピングセンターであり、マックスバリュ膳所店を核テナントとして、9の専門店で構成されている。
当店はロック開発株式会社と、大阪府に本社を置き、近くに大津本社がある綾羽株式会社の合弁により1997年6月に「アヤハロックプラザ」として開業したのが始まり で、ロック開発株式会社がイオンタウン株式会社に改称した2011年9月1日に、現在の「イオンタウンアヤハプラザ」に改称された。
なお、綾羽株式会社が運営する県内のショッピングセンターには、他にアヤハプラザ水口（甲賀市）がある。

## アクセス

### 公共交通機関
- JR琵琶湖線（東海道本線）膳所駅・京阪石山坂本線京阪膳所駅より徒歩約10分。[独自研究?]
- 京阪バス馬場一丁目停留所または近江鉄道バス馬場一丁目（県立体育館前）停留所下車、徒歩3分[注 1]。[独自研究?]

### 自動車
- 名神高速道路大津ICより約12分。[独自研究?]